# 「日本のグランド・デザイン」研究会
「日本のグランド・デザイン」研究会（にほんのグランド・デザインけんきゅうかい）は、民主党のグループ。通称、玄葉グループ。

## 概要
玄葉光一郎国家戦略担当大臣に近い国会議員を中心として、2011年3月9日に結成された。同日の初会合には35人の議員が出席し、代表世話人に山口壯、講師に横山禎徳を迎えた。菅おろしの始まりが取り沙汰されていた時期に結成されたため、次期民主党代表選挙を睨んだ動きではないかと報じられたが、玄葉自身は出馬に慎重であり、初会合にも欠席した。結局、玄葉は代表選には出馬しなかったが、2011年9月2日に発足した野田内閣では外務大臣に任命され、平野達男が復興大臣・防災担当大臣に再任された。その後は休眠状態が続いていたが、11月2日に会合を開き、活動を再開した。
2012年12月の第46回衆議院議員総選挙では多くのメンバーが落選し、その後も2013年4月に平野が除籍、7月の第23回参議院議員通常選挙で玄葉が選対本部長を務めた金子恵美（福島県選出）が落選、2014年2月に代表世話人を務めた山口が除籍、4月の自誓会（細野派、他の党内グループとの掛け持ちを認めない派閥）結成に後藤斎・若井康彦・後藤祐一らが参加するなど、勢力は著しく衰えた。12月の第47回衆議院議員総選挙では、黒岩宇洋・福島伸享らが返り咲き、金子が衆院福島1区へ鞍替えして比例復活するなど、勢力は若干回復した。2015年1月民主党代表選挙の際の読売新聞の報道では、岡田克也が玄葉の支持を得て玄葉グループ（約10人）の大半をまとめたと報じられた。岡田の当選後、玄葉は選挙対策委員長に就任し、2016年3月の民進党結党後も留任して9月まで務めた。

## 所属していた議員

### 衆議院議員
立憲民主党
- 玄葉光一郎[注 1][注 2]（11回、福島2区）
- 大串博志[注 1][注 3]（7回、佐賀2区）
- 後藤祐一[注 1][注 4]（6回、神奈川16区）
- 金子恵美[注 1][注 2]（4回・参院1回、福島1区）
- 黒岩宇洋[注 1][注 5]（4回・参院1回、新潟3区）
- 近藤和也[注 1][注 6]（4回、石川3区）

自由民主党
- 山口壯[注 1][注 7]（8回、兵庫12区）

日本維新の会
- 斉木武志[8][注 8]（3回、比例北陸信越・福井2区）

れいわ新選組
- 高井崇志[注 1][注 9]（4回、比例北関東・埼玉13区）

無所属
- 福島伸享[注 1][注 10]（4回、茨城1区）

### 参議院議員
国民民主党
- 後藤斎[注 1][注 11]（1回・衆院4回、山梨県）

### 元衆議院議員
民進党
- 中野譲[注 1][注 12]（2回、埼玉14区）
- 柿沼正明[注 1]（1回、群馬3区）
- 藤田憲彦[注 1]（1回、東京4区）

国民民主党
- 若井康彦[注 1][注 13]（3回、比例南関東・千葉13区）

希望の党
- 阿知波吉信[注 1][注 14]（1回、岐阜5区）

無所属
- 岸本周平[注 1][注 15]（5回、和歌山1区）
- 大泉博子[注 1][注 16]（1回、茨城6区）

### 元参議院議員
立憲民主党
- 江崎孝[注 1][注 17]（2回、比例区）
- 姫井由美子[注 1][注 18]（1回、岡山県）

自由民主党
- 平野達男[注 1][注 19]（3回、岩手県）
- 藤末健三[注 1][注 20]（3回、比例区）

無所属
- 大野元裕[注 1][注 21]（2回、埼玉県）